# Sony Xperia Z1
Il Sony Xperia Z1 è uno smartphone Android di fascia alta prodotto da Sony. Lo Z1, a quel tempo noto con il nome in codice del progetto " Honami ", è stato presentato nel corso delle conferenza stampa IFA 2013 il 4 settembre 2013. Il telefono è stato messo in commercio in Cina il 15 settembre 2013, nel Regno Unito il 20 settembre 2013, ed altri mercati nel mese di ottobre 2013. Il 13 gennaio 2014, Sony Xperia Z1s, una versione modificata del Sony Xperia Z1 esclusiva di T-Mobile US, è stata messa in commercio negli Stati Uniti.
Come il suo predecessore, il Sony Xperia Z, l'Xperia Z1 è impermeabile e resistente alla polvere, ed ha una classe di protezione IP55 e IP58.  Il punto forte dell'Z1 è la fotocamera da 20.7 megapixel, con l'obbiettivo in-house di Sony e il suo algoritmo di elaborazione delle immagini chiamato BIONZ. Il telefono è dotato della nuova interfaccia utente della fotocamera di Sony, pulsante di scatto dedicato e un design unibody in alluminio e vetro.

## Varianti
| Modello     | FCC id     | Gestori/regioni       | Bande GSM | Bande UMTS                                        | Bande LTE                                | Note                                                                   |
| ----------- | ---------- | --------------------- | --------- | ------------------------------------------------- | ---------------------------------------- | ---------------------------------------------------------------------- |
| C6902/L39h  | PY7PM-0500 | In tutto il mondo     | Quad      | Penta                                             | N/A                                      | [ 1 ]                                                                  |
| C6906       | PY7PM-0460 | Nord America          | Quad      | Penta                                             | 1, 2, 4, 5, 7, 8, 17                     | [ 2 ]                                                                  |
| C6916 (Z1s) | PY7PM-0590 | T-Mobile US (USA)     | Quad      | Penta                                             | 4, 17                                    | [ 3 ]                                                                  |
| C6903       | PY7PM-0450 | In tutto il mondo     | Quad      | Penta                                             | 1, 2, 3, 4, 5, 7, 8, 20                  | [ 4 ]                                                                  |
| C6943       | PY7PM-0650 | Brasile               | Quad      | Penta                                             | 1, 2, 3, 4, 5, 7, 8, 20                  | Questo modello è identico al C6903 ma supporta anche ISDB-T in Brasile |
| SOL23       | PY7PM-0470 | au by KDDI (Giappone) | Quad      | 1, 2, 4, 5                                        | 1, 3, 11, 18                             | [ 6 ] [ 7 ]                                                            |
| SO-01F      | PY7PM-0440 | NTT DoCoMo (Giappone) | Quad      | 1, 5, 6, 19                                       | 1, 3, 19, 21                             | [ 8 ]                                                                  |
| L39t        |            | Cina                  | Quad      | domestiche TD-SCDMA: 34, 39 roaming UMTS: 1, 2, 5 | domestiche: 38, 39, 40, 41 roaming: 3, 7 | [ 9 ]                                                                  |

Tutte le varianti supportano quattro bande 2G GSM 850/900/1800/1900 e cinque bande 3G UMTS 850/900/1700/1900/2100 (tranne il modello SO-01F).

## Galleria d'immagini

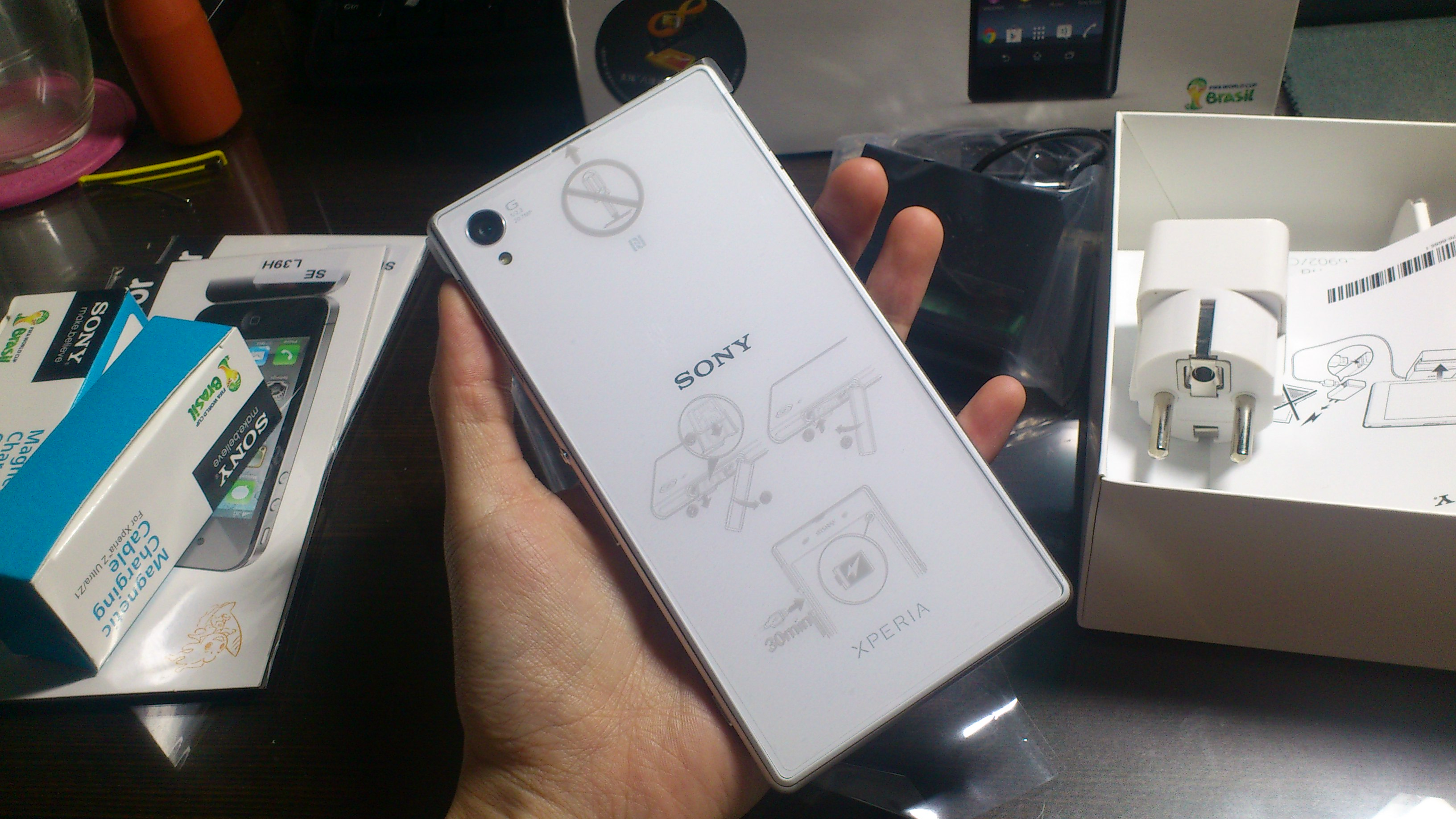
Retro di un Sony Xperia Z1 bianco
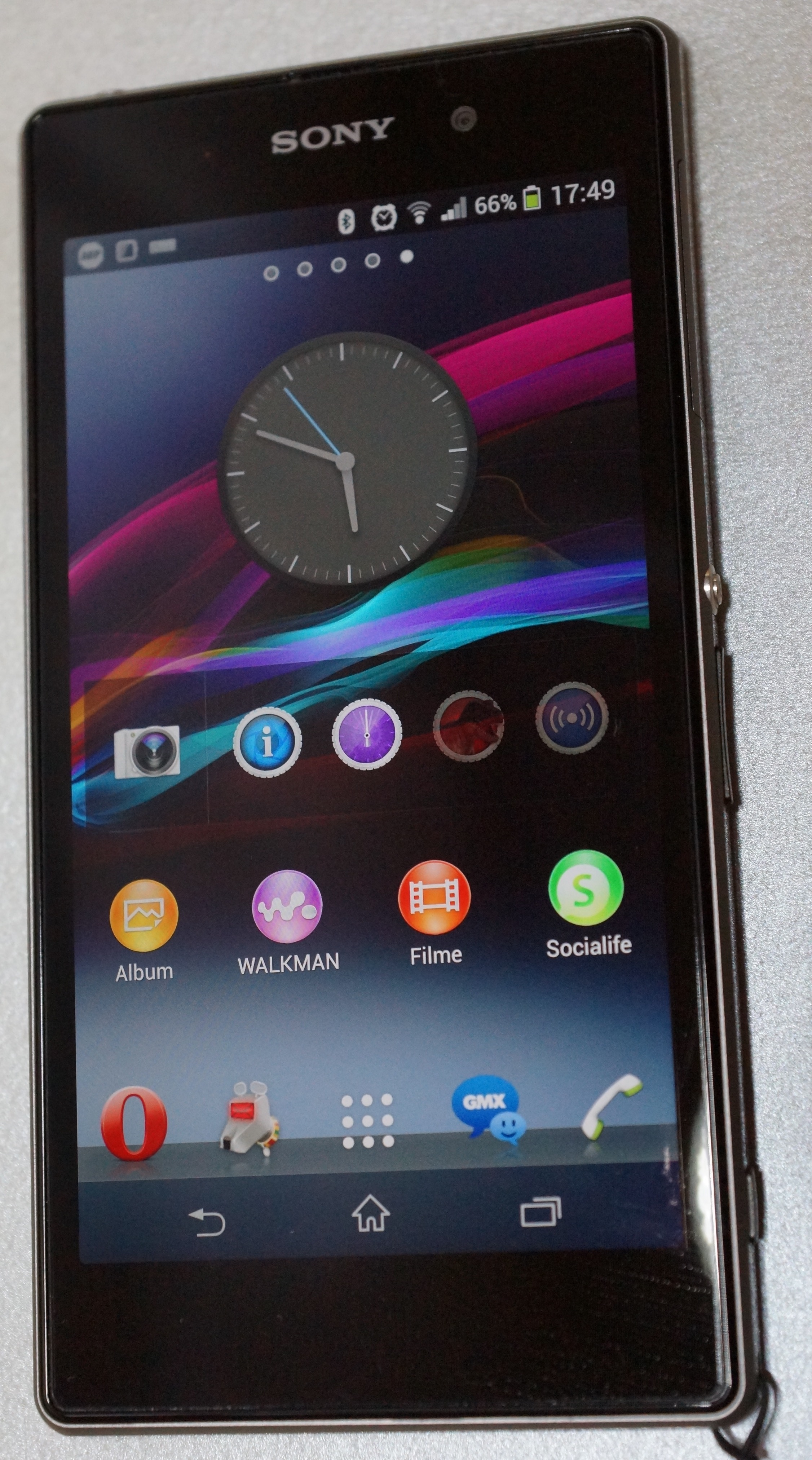
Vista frontale del Sony Xperia Z1 modello C6903 nero
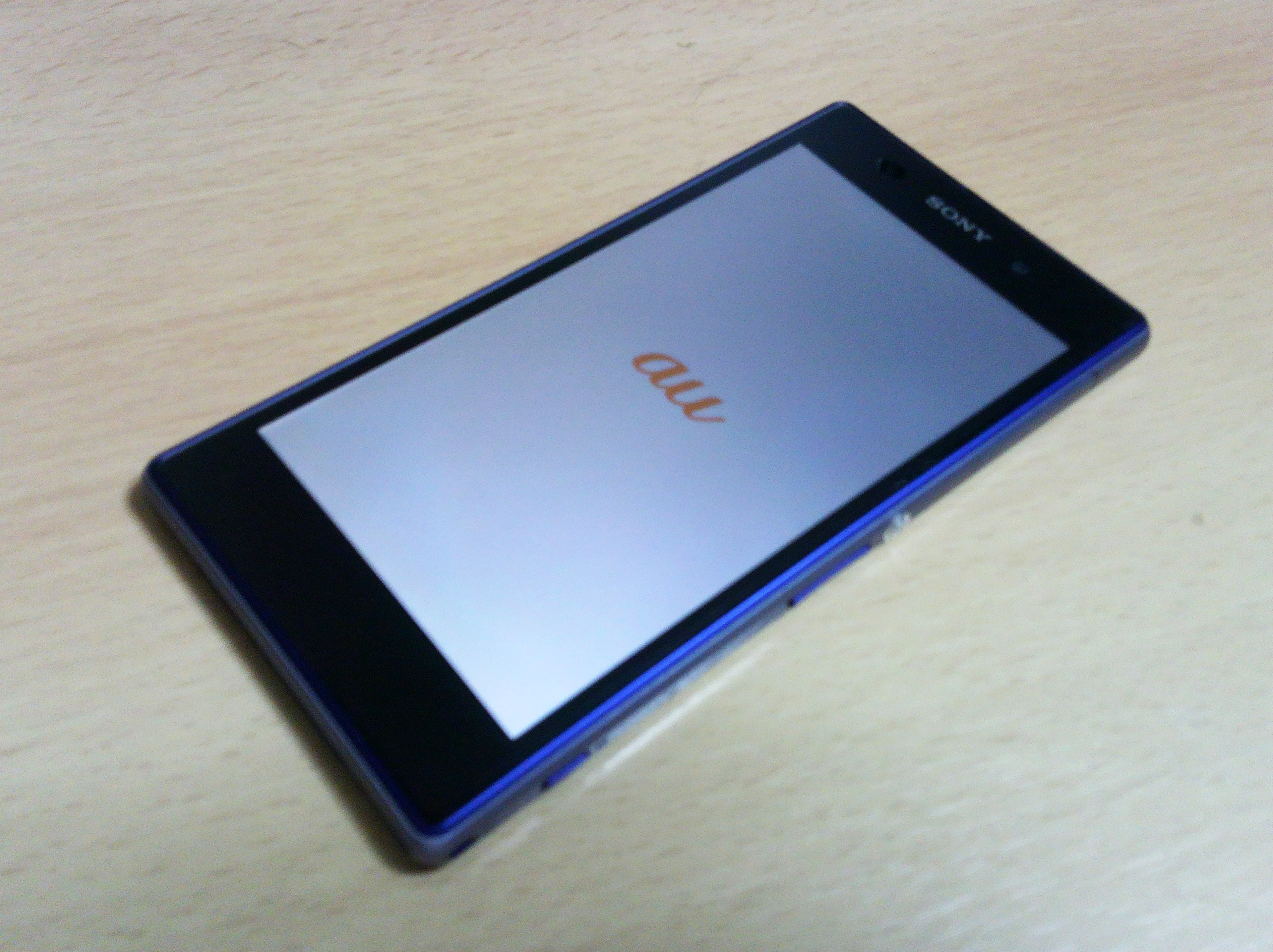
Vista frontale del Sony Xperia Z1 variante SOL23 viola
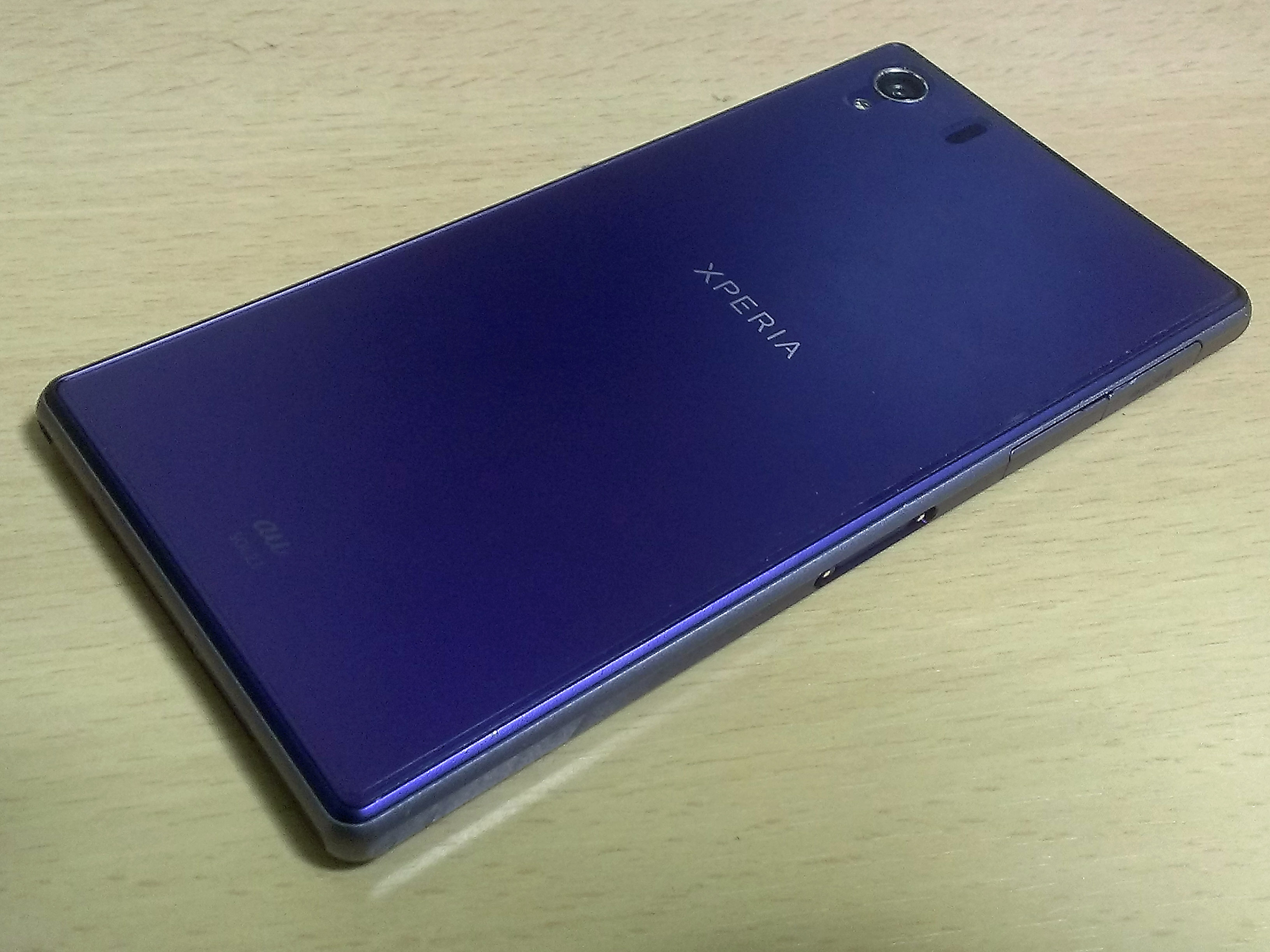
Retro della variante SOL23 del Sony Xperia Z1 viola